# Pachyschelus fulgidipennis
Pachyschelus fulgidipennis es una especie de escarabajo joya del género Pachyschelus, familia Buprestidae. Fue descrita científicamente por Lucas en 1858.